# Jurčič
Jurčič je priimek v Sloveniji, ki ga je po podatkih Statističnega urada Republike Slovenije na dan 1. januarja 2010 uporabljalo 98 oseb.

## Znani nosilci priimka
- Borut Jurčič Zlobec (1947?), matematik, računalničar, astronom?
- Ciril Jurčič, pisateljev pranečak in prvoborec
- Franc (Frank?) Jurčič (1886––1982?), kulturni delavec (nečak Josipa Jurčiča)
- Josip Jurčič (1844–1881), pisatelj in časnikar
- Jurij Jurčič (1827–1895), slikar
- Metod (Robi) Jurčič (1922–?), vojak, prekomorec, rezervni polkovik JLA
- Tomo Jurčič, arhitekt